# Cantharolethrus peruvianus
Cantharolethrus peruvianus es una especie de coleóptero de la familia Lucanidae.

## Distribución geográfica
Habita en Bolivia y Perú.